# Le quattro piume (film 1921)
Le quattro piume (The Four Feathers) è un film muto del 1921, diretto da René Plaissetty. Dal romanzo di Alfred Edward Woodley Mason, una delle numerose versioni cinematografiche della storia di onore e riscatto che ha il suo climax in Sudan, durante la Guerra Mahdista.
Tra gli attori, anche Roger Livesey, all'epoca ragazzino, che - da adulto - diventerà uno degli attori preferiti di Michael Powell.

## Produzione
Il film fu prodotto dalla Stoll Picture Productions.

## Distribuzione
Distribuito dalla Ideal, il film uscì nelle sale cinematografiche nel 1921.